# Haloxylon
Haloxylon és un gènere de plantes angiospermes de la família de les amarantàcies (Amaranthaceae), encara que tradicionalment pertanyia a l'antiga família de les quenopodiàcies. Són plantes natives d'una zona que aniria des de l'Àsia central fins a la península Àràbiga, Pròxim Orient i nord d'Àfrica i presència a la península Ibèrica. Són espècies psamòfites, plantes que creixen en hàbitats sorrencs ().

## Descripció
Són arbusts o arbrets d'1 a 8 metres d'alt, rarament 12 metres, tene un tronc gruixut i moltes branques. Les fulles són imbricades. Les flors són molt petites. El fruit és alat i fa uns 8 mm de diàmetre, la llavor fa 1,5 mm.

## Taxonomia
Aquest gènere va ser publicat per primer cop l'any 1851 a la segona part del tercer volum de l'obra col·lectiva Flora Rossica; sive, Enumeratio plantarum in totius Imperii Rossici provinciis Europaeis, Asiaticis et Americanis hucusque observatarum pel botànic austríac Eduard Fenzl (1808–1879) atribuït al botànic alemany Alexander von Bunge (1803-1890).

### Espècies
Dins del gènere Haloxylon es reconeixen les onze espècies següents:
- Haloxylon ammodendron (C.A.Mey.) Bunge ex Fenzl
- Haloxylon gracile (Aellen) Hedge
- Haloxylon griffithii (Moq.) Boiss.
- Haloxylon multiflorum (Moq.) Bunge ex Boiss.
- Haloxylon negevensis (Iljin & Zohary) L.Boulos
- Haloxylon persicum Bunge
- Haloxylon salicornicum (Moq.) Bunge ex Boiss.
- Haloxylon schmittianum Pomel
- Haloxylon scoparium Pomel
- Haloxylon tamariscifolium (L.) Pau
- Haloxylon thomsonii Bunge ex Boiss.

Haloxylon tamariscifolium (el salat articulat) seria la única espècie present al sud de la península Ibèrica i dels Països Catalans. La Flora dels Països Catalans i la Flora Ibèrica la citen amb un sinònim: Hammada articulata. Segons POWO les espècies anteriorment citades no haurien d'estar al gènere Hammada i han sigut mogudes dins del gènere Haloxylon

## Ecologia
Als deserts de l'Àsia central són plantes que juguen un paper important contra l'avenç de la desertificació, a més un gran nombre d'ocells estan associats amb espècies d'Haloxylon.